# Psilogramma renneri
Psilogramma renneri là một loài bướm đêm thuộc họ Sphingidae. Loài này có ở Sri Lanka.